# Aeroportul Internațional Kutaisi
Aeroportul Internațional Kutaisi (IATA: KUT, ICAO: UGKO) este un aeroport din Georgia ce deservește zona Kutaisi. Aeroportul a fost tranzitat în 2022 de 796.063 de pasageri. A fost deschis în 2012 și numit după zona deservită.
Situat la o altitudine de 68 m, aeroportul dispune de o singură pistă.